# Agathis kerzhneri
Agathis kerzhneri är en stekelart som beskrevs av Vladimir Ivanovich Tobias 1972. Agathis kerzhneri ingår i släktet Agathis och familjen bracksteklar. Inga underarter finns listade i Catalogue of Life.